# Шаталова Світлана Миколаївна
Світлана Миколаївна Шаталова (нар. 11 вересня 1983, місто Київ) — українська діячка, колишній заступник голови Одеської обласної державної адміністрації, т.в.о. голови Одеської обласної державної адміністрації (з 14 червня до 11 жовтня 2019 року).
Заступник Міністра охорони здоров'я України (2020—2021).

## Життєпис
У червні 2002 року закінчила промислово-економічний коледж Національного авіаційного університету в Києві.
У вересні 2002 — лютому 2003 року — старший бухгалтер фінансово-економічного відділу державного спеціалізованого видавництва дитячої літератури «Веселка» в Києві.
У лютому 2003 — червні 2004 року — бухгалтер товариства з обмеженою відповідальністю «Торнадо».
З червня 2004 року — головний фахівець відділу роботи з контролюючими органами управління обліку і розрахунків з підприємствами та фондами ОДА Департаменту бухгалтерського обліку та звітності дочірньої компанії «Газ України» НАК «Нафтогаз України».
У лютому 2006 року закінчила заочно Національний авіаційний університет за спеціальністю «облік і аудит», здобула кваліфікацію економіста з бухгалтерського обліку та аналізу господарської діяльності.
У липні 2010 — листопаді 2011 року — начальник відділу роботи з аналізу, моніторингу активів та зобов'язань управління формування звітності, аналізу та обліку операції з грошовими коштами та товарно-матеріальними цінностями Департаменту бухгалтерського обліку та звітності дочірньої компанії «Газ України» НАК «Нафтогаз України».
У листопаді 2011 — лютому 2012 року — заступник начальника управління — начальник відділу обліку реалізації та розрахунків з енергогенеруючими підприємствами управління обліку реалізації та розрахунків з теплопостачальними підприємствами та енергогенеруючими компаніями Департаменту бухгалтерського обліку та звітності дочірньої компанії «Газ України» НАК «Нафтогаз України».
У лютому — червні 2012 року — начальник відділу обліку реалізації та розрахунків з промисловими підприємствами управління обліку реалізації та розрахунків за газ Департаменту бухгалтерського обліку та звітності дочірньої компанії «Газ України» НАК «Нафтогаз України».
У червні 2012 — квітні 2017 року — заступник директора з фінансово-економічних питань державного підприємства «Поліграфічний комбінат „Україна“ по виготовленню цінних паперів».
З квітня 2017 року — заступник голови Одеської обласної державної адміністрації.
У березні 2018 року закінчила приватний навчальний заклад «Міжнародний інститут менеджменту» (місто Київ) за спеціальністю «бізнес-адміністрування», здобула кваліфікацію магістра з бізнес-адміністрування.
З 11 червня до 11 жовтня 2019 року — тимчасовий виконувач обов'язків голови Одеської обласної державної адміністрації.